# Pirata tenuitarsis
Pirata tenuitarsis là một loài nhện trong họ Lycosidae.
Loài này thuộc chi Pirata. De veenpiraat được Eugène Simon miêu tả năm 1876.